# Scutellidium arthuri
Scutellidium arthuri is een eenoogkreeftjessoort uit de familie van de Tisbidae. De wetenschappelijke naam van de soort is voor het eerst geldig gepubliceerd in 1884 door Poppe.